# MG R-Type
Der MG R-Type war ein Rennwagen, den MG 1935 herstellte. Er war für den Einsatz in Wettbewerben gedacht und aus dem Q-Type weiter entwickelt.
Der Wagen hatte eine getunte Version des Kurzhub-(73 mm)-Motors mit königswellengetriebener obenliegender Nockenwelle aus dem Morris Minor und Wolseley Ten von 1928. Dieser Motor wurde schon für den Einsatz im Q-Type stark getunt und man veränderte in weiter, insbesondere im Ansaugtrakt, um größere Zuverlässigkeit zu erreichen. Man baute einen Zoller-Kompressor an, womit er 110 bhp (820 kW) bei 7.200 min−1 leistete. Die Motorkraft wurde über ein Viergang-Vorwahlgetriebe und ein rahmenfestes Differenzial im Aluminiumgehäuse zu den Hinterrädern weitergeleitet. Die Verbindung vom Differenzial zu den Hinterrädern wurde über Halbachsen mit Schiebehülsen und Kardangelenken bewerkstelligt.
Das sehr leichte Stahlfahrgestell hatte die Form eines Y, wobei das Zentralrohr sich um Motor und Getriebe gabelte. Der Wagen war der erste MG (und vermutlich erster britischer Wagen überhaupt) mit Einzelradaufhängung rundum und zwar an Doppelquerlenkern mit Hebelstoßdämpfern und Torsionsstäben. Daraus ergab sich ein großer Federweg, der den schlechten Rennkursen damals – besonders Brooklands – Rechnung trug. Die Trommelbremsen waren mit Bowdenzügen betätigt, die Trommeln hatten 305 mm Durchmesser, und die Drahtspeichenräder Zentralverschlüsse.
Der Einsitzer sah aus wie ein kleiner Grand-Prix-Rennwagen und hatte eine leicht abnehmbare Aluminiumkarosserie.
Der Wagen wurde für £ 750 angeboten und die ersten zehn Exemplare wurden an ausgesuchte Kunden ausgeliefert. Eine weitere Auflage war zwar geplant, wurde aber nie gebaut. 2006 wurde ein Wagen für £ 130.000,-- versteigert.
Der erste Renneinsatz erfolgte in Brooklands in der International Trophy. Sechs Wagen waren am Start (davon drei Werkswagen), aber es konnte nur ein 6. Platz errungen werden, wobei keiner der Werkswagen ins Ziel kam. Man erkannte, dass das Fahrwerk Schwierigkeiten machte, hauptsächlich, weil die Hinterradaufhängung zu weich war. Man schlug verschiedene Lösungen vor, aber als der neue Chef Leonard Lord die Rennabteilung von MG schloss, wurden alle dahingehenden Arbeiten eingestellt. Es gab weiterhin Einsätze von Privatfahrern und die Werkswagen wurden an die Familie Evans verkauft, die bereits einen der anderen Wagen besaßen.